# Ouville-la-Rivière
Ouville-la-Rivière är en kommun i departementet Seine-Maritime i regionen Normandie i nordvästra Frankrike. Kommunen ligger i kantonen Dieppe-1 som tillhör arrondissementet Dieppe. År 2022 hade Ouville-la-Rivière 461 invånare.

## Befolkningsutveckling
| Befolkningsutvecklingen i Ouville-la-Rivière 1968–2021 | Befolkningsutvecklingen i Ouville-la-Rivière 1968–2021 | Befolkningsutvecklingen i Ouville-la-Rivière 1968–2021 | Befolkningsutvecklingen i Ouville-la-Rivière 1968–2021 | Befolkningsutvecklingen i Ouville-la-Rivière 1968–2021 |
| ------------------------------------------------------ | ------------------------------------------------------ | ------------------------------------------------------ | ------------------------------------------------------ | ------------------------------------------------------ |
|                                                        |                                                        |                                                        |                                                        |                                                        |
| År                                                     |                                                        |                                                        | Folkmängd                                              |                                                        |
| 1968                                                   | 1968                                                   |                                                        | 642                                                    |                                                        |
| 1975                                                   | 1975                                                   |                                                        | 645                                                    |                                                        |
| 1982                                                   | 1982                                                   |                                                        | 609                                                    |                                                        |
| 1990                                                   | 1990                                                   |                                                        | 634                                                    |                                                        |
| 1999                                                   | 1999                                                   |                                                        | 602                                                    |                                                        |
| 2007                                                   | 2007                                                   |                                                        | 580                                                    |                                                        |
| 2015                                                   | 2015                                                   |                                                        | 515                                                    |                                                        |
| 2021                                                   | 2021                                                   |                                                        | 457                                                    |                                                        |